# Papuasoniscus lutaoensis
Papuasoniscus lutaoensis är en kräftdjursart som beskrevs av Jeon och Kae Kyoung Kwon 1996. Papuasoniscus lutaoensis ingår i släktet Papuasoniscus och familjen myrbogråsuggor. Inga underarter finns listade i Catalogue of Life.